# Templiers de Sénart
Pour les articles homonymes, voir Sénart (homonymie).
Uniformes
Sénart Templiers (couramment appelé les Templiers de Sénart) est un club français de baseball localisé à Lieusaint (ville nouvelle de Sénart) en Seine-et-Marne. Le club évolue en Championnat de France de Division 1. Orestes Kindelan (en) devient le nouvel entraineur le 6 avril 2022.

## Histoire

### Les débuts
Le club est fondé en 1987 sous la dénomination Baseball Club de Melun-Sénart (BCMS). Les premiers membres sont des élèves ayant monté une petite section baseball au Lycée George Sand du Mée-sur-Seine, ainsi que quelques transfuges du club des Pharaons d'Evry.
Une équipe junior est mise en place en 1990, puis des équipes cadets et minimes en 1991 et une section softball féminine en 1993. Cette dernière cesse ses activités en 1999.

### Arrivée parmi l'Élite
En 1997, l’équipe est championne de France de Nationale 1 et monte en division Elite. Mais à la suite d'une mauvaise saison 1998, elle est reléguée en Nationale 1. En 2001 et 2002, les Templiers de Sénart se qualifient pour les playoffs de N1, sans pour autant décrocher la promotion.
Au début de la saison 2003, l’équipe a pour but de monter à nouveau en division Elite. Et cette saison est effectivement brillante, car l’équipe gagne 25 rencontres et n’en perd que trois. Puis elle accède aux playoffs, où elle bat les Teddy Bears de Cergy-Pontoise (7-0 et 13-1) puis les Woodchucks de Bois-Guillaume (8-5 et 7-3). En demi-finale, elle rencontre les Saint-Lô, et se qualifie pour la finale après une série de rencontres contre cet adversaire. Elle rencontre en finale les Hawks de La Guerche, battus 17-4 et 17-4, et devient championne de France de Nationale 1. Les Templiers remontent en Elite.
En 2004, l’effectif est renforcé : arrivée de Joël Lopez Mena (le nouvel entraineur, cubain), Jimmy Laza Morena (cubain, ancien du PUC), Jean-Baptiste Breton, Julien Dragui (ancien international junior) et Thomas Salado (prêté par Limours, international français de 17 ans)). Toutefois Salado et Julien Belle Andrade ne joueront que la deuxième partie du championnat (playoffs), car ils jouent pour l’INSEP durant la première partie. L’objectif de la saison est de se maintenir en Elite. Le début du championnat est marqué par le manque de réussite de Yann Lachapelle, le lanceur canadien, qui est finalement remplacé par Erick Perez, un joueur vénézuélien. L’équipe parvient tout de même à la cinquième place.

### Play-offs et débuts européens (2005-2006)
Du 1er au 6 mars 2005, les Templiers préparent le championnat par un stage à Barcelone, où ils s’entraînent et jouent 4 rencontres amicales avec des équipes de la première division espagnole. Perez et Lopez partent, mais entrent dans l’équipe Guillaume Hérichard (ancien de Bois-Guillaume), Luca Mangle (ancien de Pessac), Martin Bazaud, Daniel Array (joueur vénézuélien), Luis Rodriguez (lui aussi vénézuélien) et Geoff Freeborn (canadien). L’équipe compte 18 joueurs dont un tiers formés au club. L’objectif est de se qualifier pour les playoffs. Si durant la saison les Templiers de Sénart sont en milieu de tableau, ils réussissent à accrocher la quatrième place au cours de l’avant dernière journée du championnat. Qualifiés pour les play-offs, ils perdent en demi-finale face aux Huskies de Rouen (5-8 et 0-3), mais s’imposent face à Toulouse pour la troisième place (1-0, 2-13 et 5-3). Ils se qualifient pour la Coupe CEB (Groupe A) 2006, l'équivalent en baseball de la Coupe de l'UEFA en football.
En 2006, l’équipe connaît un départ (Geoff freeborn) et plusieurs arrivées : Alexandre Martin, Rob Recuenco (ancien de la Western Major League, Ernesto Martinez (ancien receveur des Cachorros de Holguin, équipe avec laquelle il devient champion de Cuba en 2002) et Chris Falls (canadien et britannique) arrivent en mars 2006. Si l'équipe entame bien le début de saison, elle subit l'annulation du résultat d'une rencontre pour avoir fait jouer un joueur étranger de trop, puis connait des résultats en demi-teinte. Qualifiée pour le Challenge de France, l'équipe s'incline en demi-finale face à Montpellier en mai 2006. À partir du 13 juin 2006, les Templiers participent à la coupe d'Europe CEB Groupe A, en Catalogne. Après avoir terminé premiers de leur poule, ils affrontent les croates du Keltecs Karlovac en demi-finale, mais perdent 7 à 2. Toutefois, ils obtiennent la troisième place après une victoire contre le BK Zagreb (10 à 5). Après cette réussite, l'équipe Elite conforte sa quatrième place du championnat de France, qualificative pour les playoffs. En demi-finale, après deux défaites à domicile, l'équipe perd une troisième fois sur le terrain de Toulouse et est éliminée de la compétition.

### Vice-champion de France (2007-2008)
En 2007 et pour ses vingt ans le club affiche sa volonté de conquérir le titre national. Pour ce faire, il engage de nouveaux joueurs comme Samuel Meurant (meilleur lanceur du championnat de France en 2006), David Meurant (infielder) qui effectue un come back, Benjamin Deruelle (catcher/infielder), ou l'américain Evan Blesoff. Le club termine troisième du Challenge de France.
Du 10 au 12 août 2007, les Templiers disputent la finale du championnat de France face à Rouen Baseball 76, champion en titre. Après une victoire des Templiers lors du premier match de cette finale, Rouen gagne les deux matchs suivant et mène 2-0 en fin de huitième manche du quatrième match. L'affaire semble entendue. Sénart renverse pourtant la tendance en remportant la quatrième match en manche supplémentaire (3-2 en 10e manche) avant de s'incliner dans le cinquième et dernier match, 9-8. En 2008 les joueurs s'inclinent de nouveau face aux Huskies de Rouen(3-2), après avoir remporté le Challenge de France.

### Saison de transition (2009)

Ancien logo du club

Habitué à se renforcer à l'occasion de l'inter-saison, le club enregistre durant l'hiver 2008-2009 plus de départs que d'arrivées. Les cadres restants ont pour charge d'intégrer les joueurs promus de réserve. Difficulté supplémentaire, les Templiers débutent la saison par un délicat tournoi qualificatif pour la finale à quatre de la Coupe d'Europe. L'objectif de Sénart n'est pas d'atteindre le dernier carré mais plutôt d'éviter la dernière place de sa poule synonyme de perte d'un ticket pour un club français la saison prochaine à ce stade de la Coupe d'Europe. La jeune garde des Templiers parvient à assurer au club une participation en poule demi-finale après une belle troisième place en saison régulière. L'aventure s'arrête là, avec neuf défaites pour aucune victoire en poule demi-finale. Avec 0,426 de moyenne au bâton, Andrew Smith est crédité de la meilleure performance dans ce domaine au niveau du championnat Élite. Il quitte le club à l'inter-saison.

### Nouvelles têtes (2010-2011)
Les Templiers recrutent huit joueurs des Woodchucks de Bois-Guillaume à la suite de l'arrêt du club normand : Luis Aponte, Jean-Clément Baylot (formé à Sénart), Marc Bouchard, Quentin et Romain Laniepce, et les trois frères Paturel : Arthur, Charles et Jean-Luc. De plus, le club enregistre les signatures de l'international français Jamel Boutagra et du Vénézuélien César Quintero. Champion du Venezuela en 2009-2010 avec les Leones del Caracas, l'arrêt-court Quintero disputa en février 2010 la Série des Caraïbes 2010.
En 2011, Jamel Boutagra devient manager de l'équipe Élite, alors que le club enregistre l'arrivée de Frédéric Hanvi, libéré par les Twins du Minnesota, et de Brice Lorienne en provenance de Clermont-Ferrand.
À l'issue de la saison 2013, Jamel Boutagra quitte son poste de manager « pour des raisons familiales et professionnelles ». Il est remplacé par Rolando Meriño Betancourt.

## Senart Baseball Academy
Programme inspiré des camps de la Major League Baseball, la Senart Baseball Academy est un stage de baseball destiné aux joueuses et aux joueurs âgés de 9 à 16 ans. Il a généralement lieu pendant les vacances de Printemps (avril-mai) et les vacances de la Toussaint (octobre-novembre). Sa durée est de 5 jours. Entraînements, ateliers, analyses, situations de match... le tout est encadré par des joueurs expérimentés tels que Julien Brelle-Andrade, Felix Brown ou encore Pierre Brelle-Andrade.
La Sénart Baseball Academy est pionnière et souhaite révolutionner la performance sportive chez les athlètes. Aider dans le développement de la capacité de l’athlète à devenir plus confiant, performant et compétitif grâce à un engagement envers un enseignement de qualité, la fierté et un haut standard d’excellence grâce à nos programmes soutenus et adaptés.

## Palmarès
- Champion de France de Division 1 (D1) : 2014
- Vice-champion de France Division 1 (D1) : 2007, 2008, 2012, 2013, 2016, 2017, 2019 et 2021
- Champion de France de Nationale 1 (D2) : 1997 et 2003
- Vainqueur du Challenge de France : 2008, 2014, 2017 et 2019

## Joueurs emblématiques
David Meurant
Samuel Meurant : No 10 Maillot retiré
Rolando Meriño (en) : Double médaillé olympique qui joue pour les Templiers lors de la saison 2013

## Stade
Le club a joué de sa création à 2012 à Savigny le Temple.

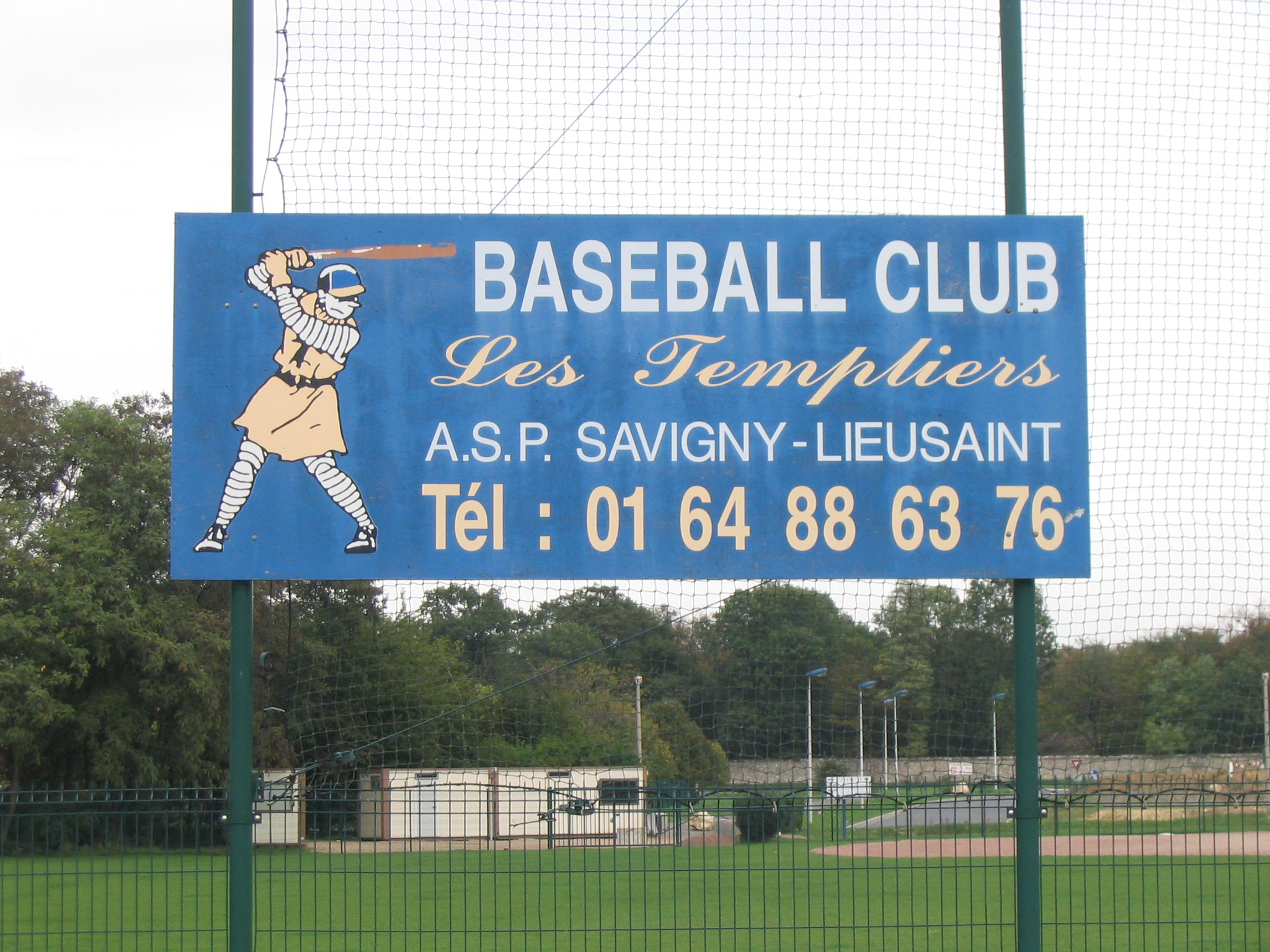
Pancarte à l'entrée du terrain des Templiers de Sénart
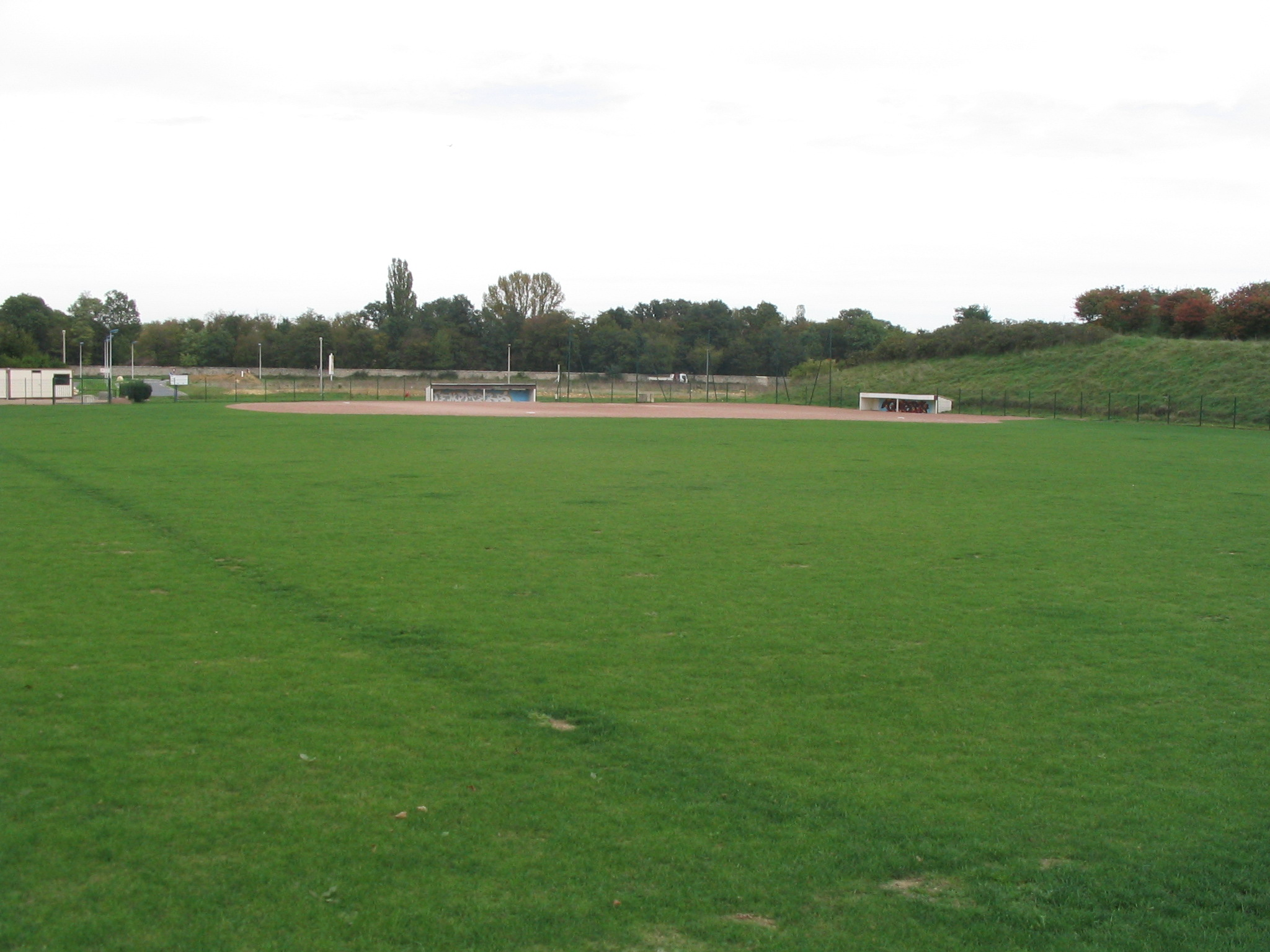
L'ancien terrain des Templiers de Sénart

À l’occasion du Challenge de France 2012, le club a inauguré son nouveau terrain à Lieusaint à côté de Carré Sénart. Les travaux qui avaient débuté en juillet 2011, pour un coût de 1 811 400 € et de 237 525 € pour la viabilisation se sont terminés au printemps 2012. Le terrain de base-ball s'étend sur 22 000 m2 comprenant aire de jeux et bâtiments (vestiaires joueurs et arbitres, espace logistique) et il s'agit d'un des plus beaux stades de baseball français.

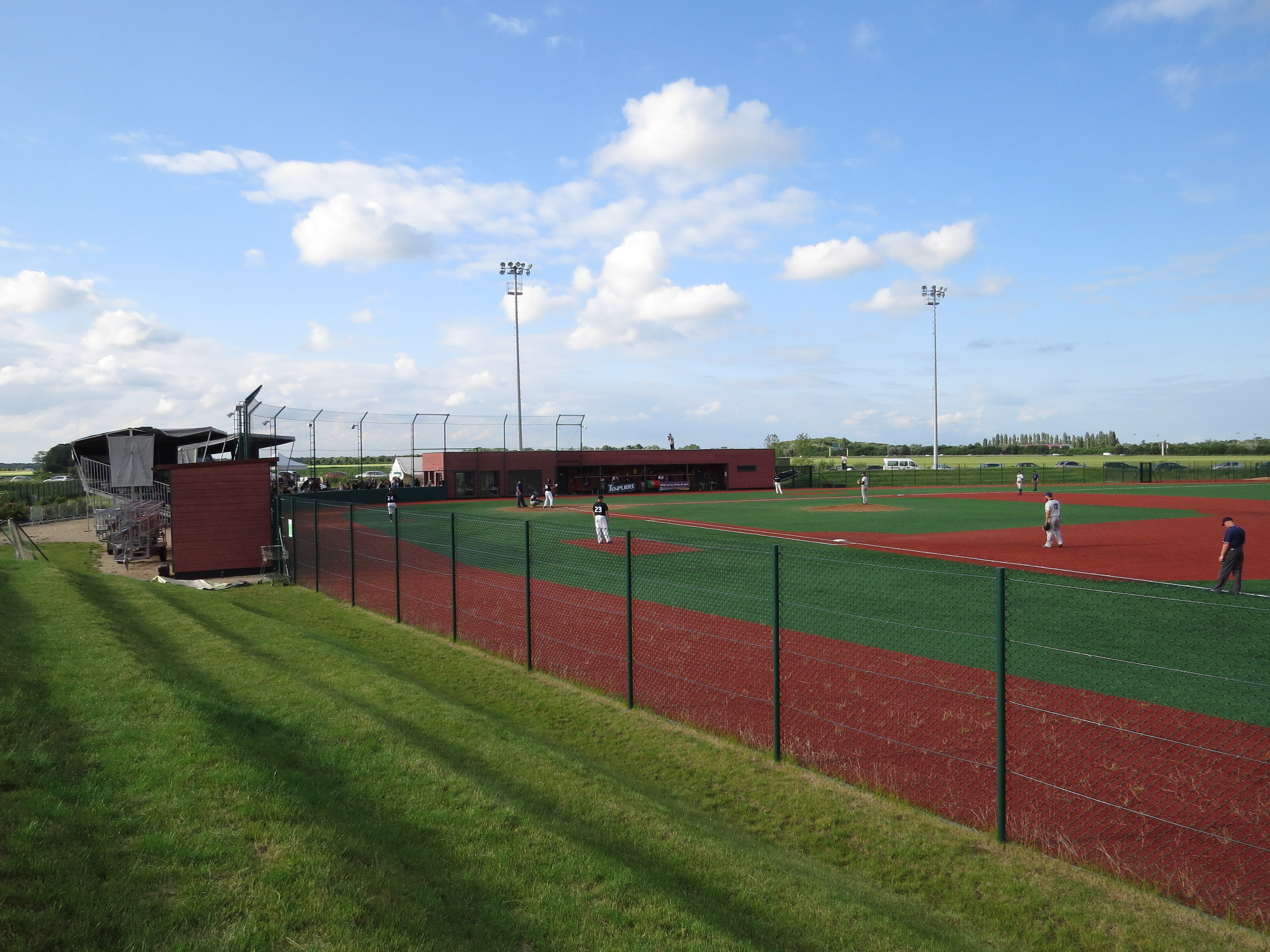
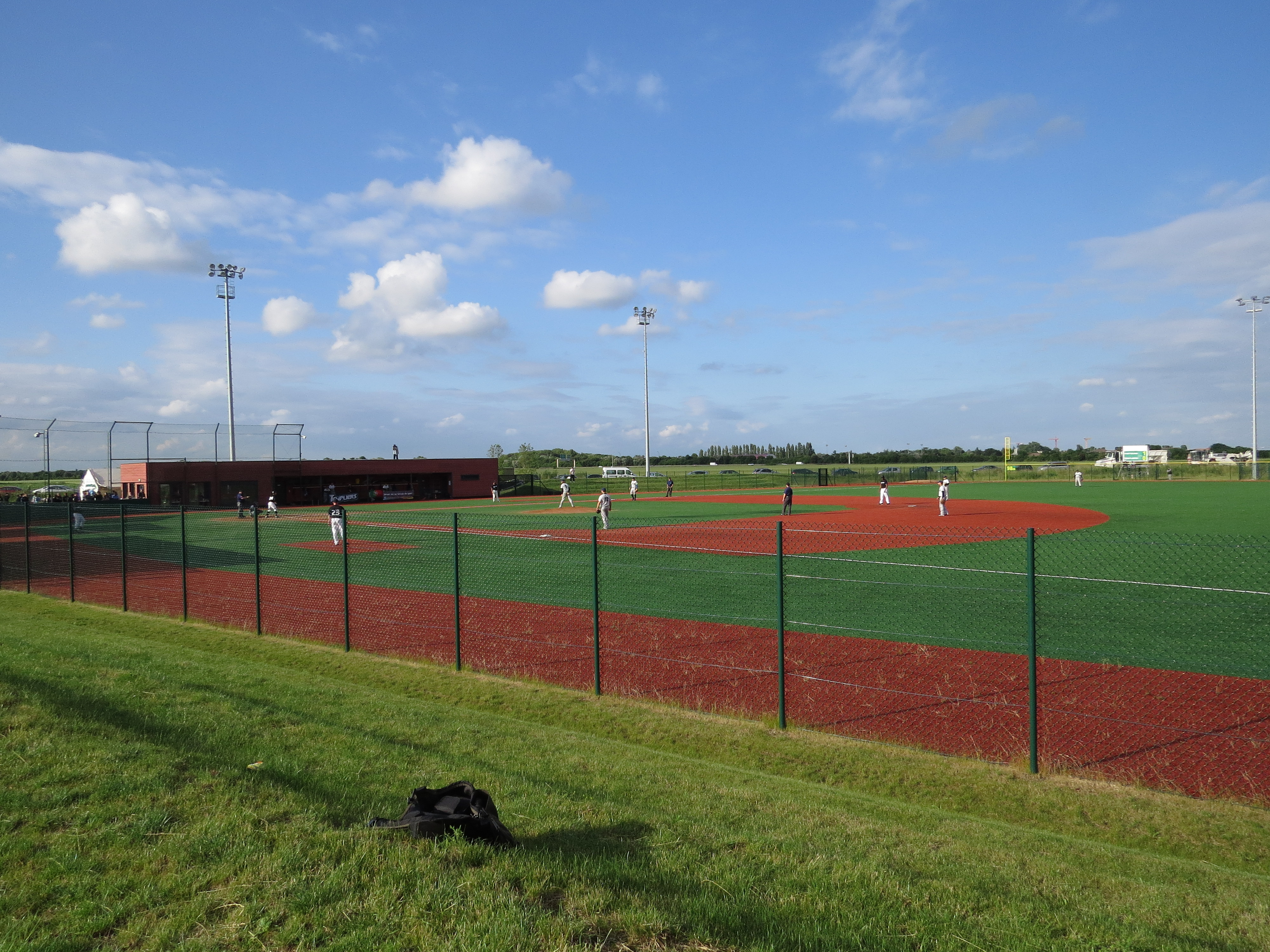
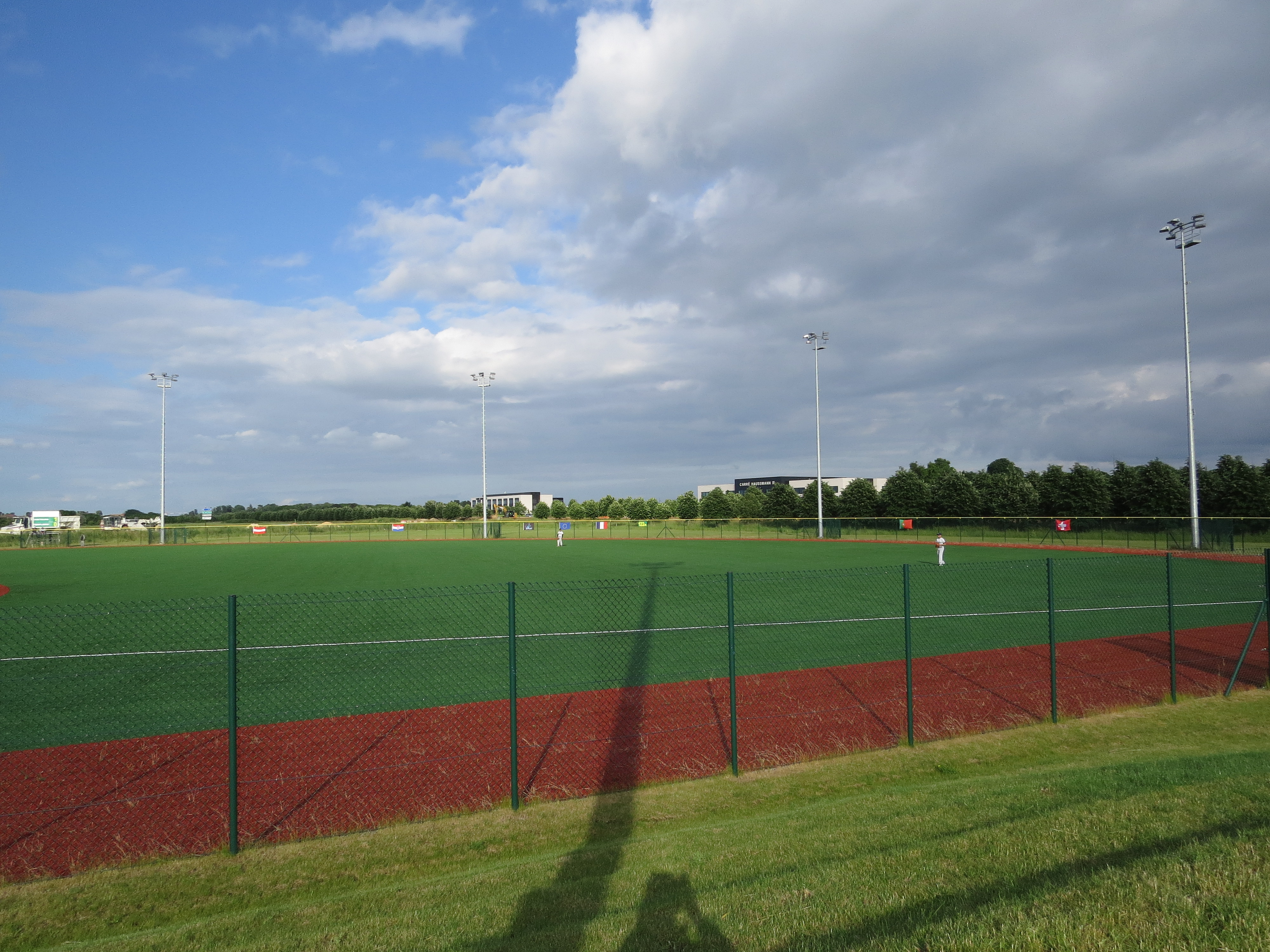
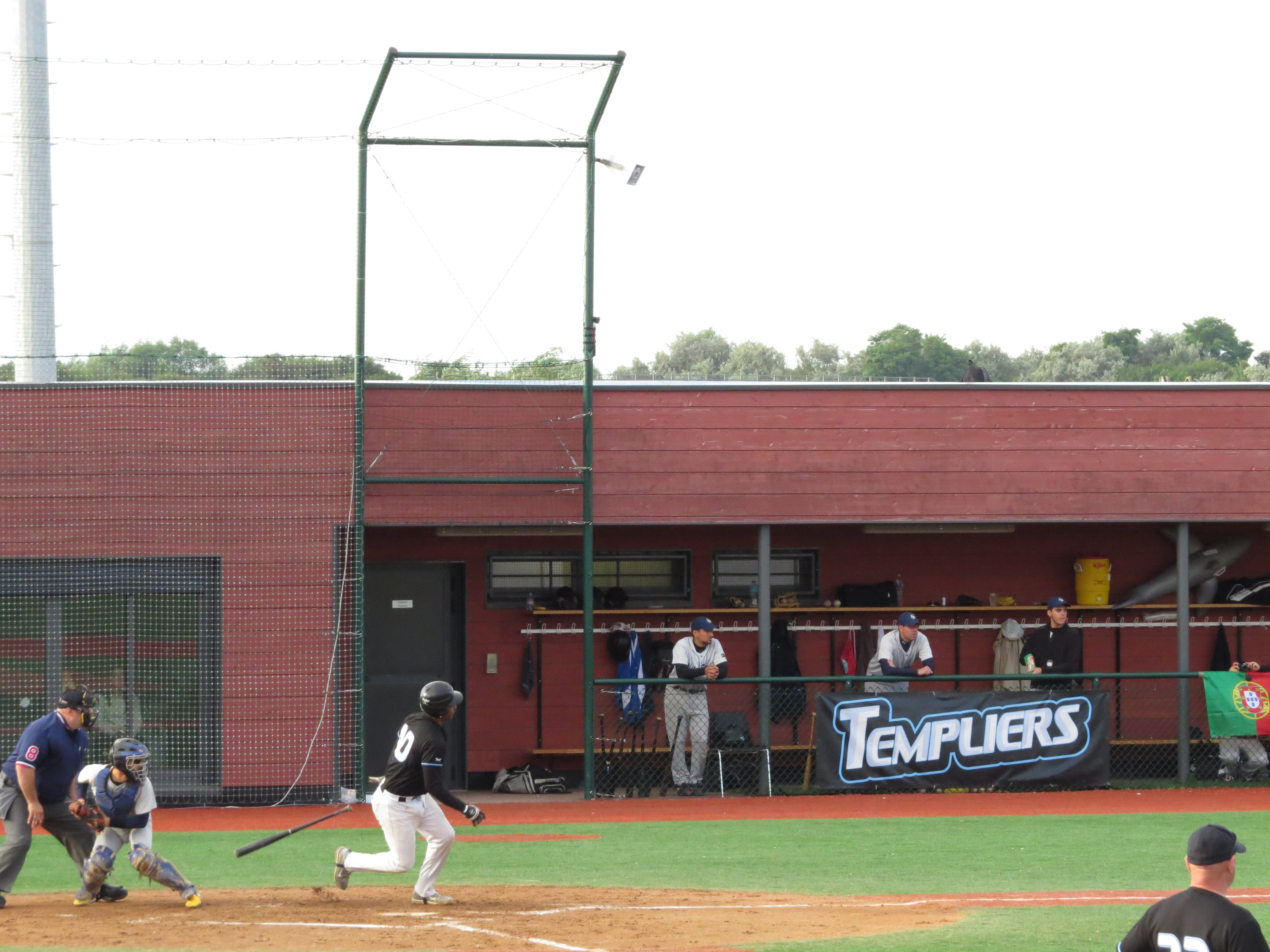
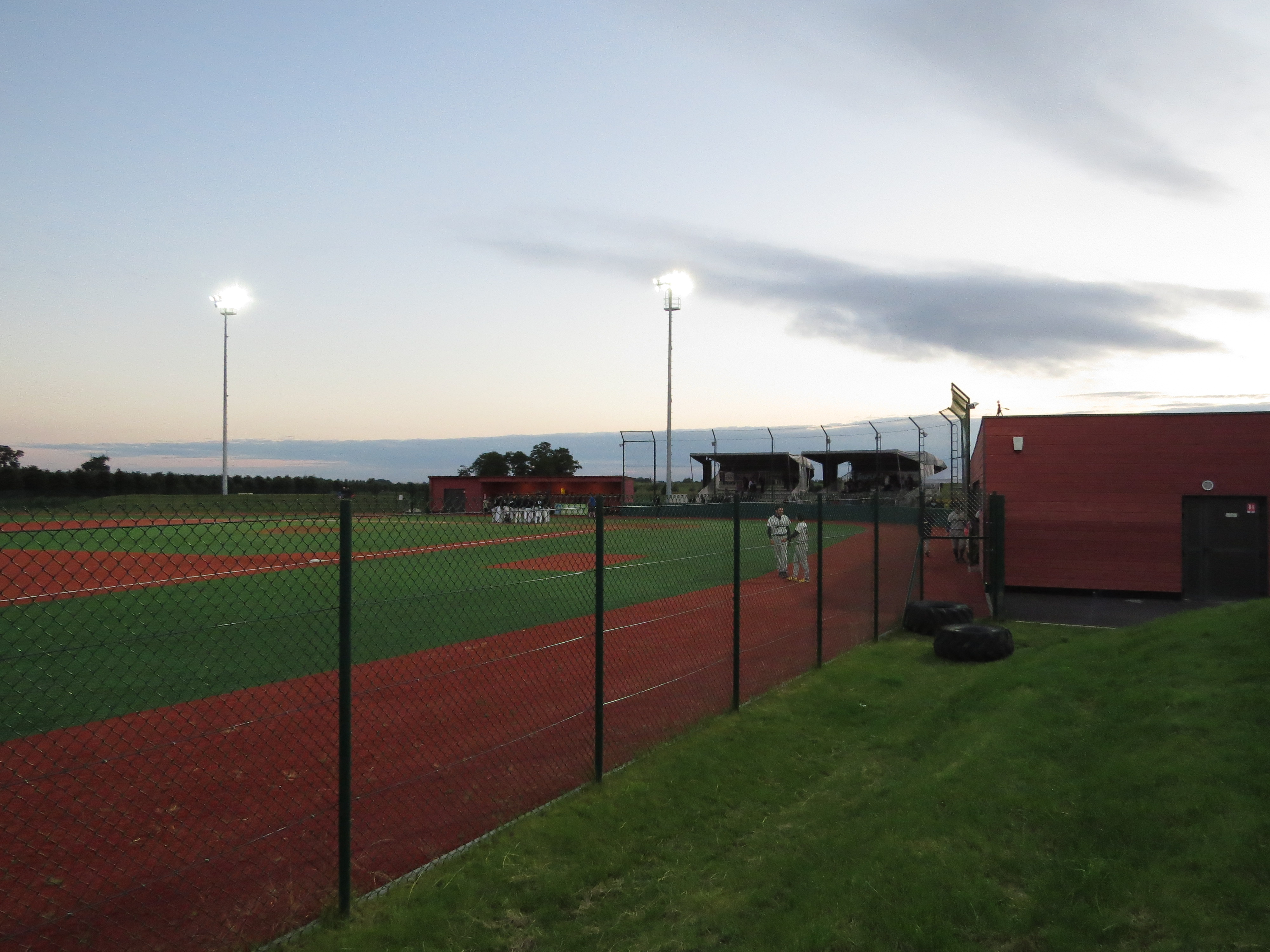

## Bilan saison par saison
| Saison | Division         | Saison régulière | Saison régulière | Saison régulière | Séries éliminatoires                                                        | Challenge de France                         | Coupe d'Europe                                                  |
| Saison | Division         | Classement       | Vic.             | Déf.             | Séries éliminatoires                                                        | Challenge de France                         | Coupe d'Europe                                                  |
| ------ | ---------------- | ---------------- | ---------------- | ---------------- | --------------------------------------------------------------------------- | ------------------------------------------- | --------------------------------------------------------------- |
| 1997   | Nationale 1 (D2) |                  |                  |                  | Champion                                                                    | Compétition crée en 2002                    |                                                                 |
| 1998   | Élite (D1)       |                  |                  |                  |                                                                             | Compétition crée en 2002                    |                                                                 |
| 1999   | Nationale 1 (D2) |                  |                  |                  |                                                                             | Compétition crée en 2002                    |                                                                 |
| 2000   | Nationale 1 (D2) |                  |                  |                  |                                                                             | Compétition crée en 2002                    |                                                                 |
| 2001   | Nationale 1 (D2) |                  |                  |                  |                                                                             | Compétition crée en 2002                    |                                                                 |
| 2002   | Nationale 1 (D2) |                  |                  |                  |                                                                             | Pas qualifié                                |                                                                 |
| 2003   | Nationale 1 (D2) |                  |                  |                  | Champion                                                                    | Pas qualifié                                |                                                                 |
| 2004   | Élite (D1)       |                  |                  |                  | Pas qualifié                                                                | Pas d'édition                               |                                                                 |
| 2005   | Élite (D1)       |                  |                  |                  | 1/2 f. : D 0-2 (Rouen)                                                      | Phases de poules                            |                                                                 |
| 2006   | Élite (D1)       | 4e               | 17               | 15               | 1/2 f. : D 0-3 (Toulouse)                                                   | Quatrième                                   |                                                                 |
| 2007   | Élite (D1)       | 3e               | 15               | 9                | 1/2 f. : V 3-1 (Savigny) finale : D 3-2 (Rouen) Vice-champion               | Troisième                                   |                                                                 |
| 2008   | Élite (D1)       | 1er              | 23               | 5                | poules : 2e/4 ; 8-4 finale : D 3-2 (Rouen) Vice-champion                    | Vainqueur                                   |                                                                 |
| 2009   | Élite (D1)       | 3e               | 15               | 11               | poules : 4e/4 ; 0-9                                                         | Troisième                                   |                                                                 |
| 2010   | Élite (D1)       | 4e               | 12               | 10               | poules : 4e/4 ; 2-7                                                         | Pas d'édition                               |                                                                 |
| 2011   | Élite (D1)       | 1er              | 22               | 6                | 1/2 f. : D 1-3 (Montpellier)                                                | Quatrième                                   |                                                                 |
| 2012   | Élite (D1)       | 2e               | 20               | 8                | 1/2 f. : V 3-1 (PUC) finale : D 3-1 (Rouen) Vice-champion                   | Quatrième                                   |                                                                 |
| 2013   | Élite (D1)       | 2e               | 19               | 9                | 1/2 f. : V 3-1 (PUC) finale : D 3-2 (Rouen) Vice-champion                   | Deuxième                                    | Tournoi de qualification à la Coupe d'Europe de baseball A 2014 |
| 2014   | Division 1 (D1)  | 4e               | 17               | 10               | 1/4 f. : V 2-0 (Toulouse) 1/2 f. : V 3-0 (Montpellier) finale : V 3-0 (PUC) |                                             |                                                                 |
| 2015   | Division 1 (D1)  | 2e               | 22               | 6                | 1/2 f. : D 1-3 (Montpellier)                                                |                                             |                                                                 |
| 2016   | Division 1 (D1)  | 2e               | 22               | 6                | 1/2 f. : V 3-1 (Montpellier) finale : D 1-3 (Rouen) Vice-champion           |                                             |                                                                 |
| 2017   | Division 1 (D1)  | 2e               | 20               | 8                | 1/2 f. : V 3-0 (Montpellier) finale : D 2-3 (Rouen) Vice-champion           |                                             |                                                                 |
| 2018   | Division 1 (D1)  | 1er              | 16               | 8                | 1/2 f. : D 3-0 (Rouen)                                                      |                                             |                                                                 |
| 2019   | Division 1 (D1)  | 1er              | 13               | 1                | finale : D 1-3 (Rouen) Vice-champion                                        | Vainqueur                                   |                                                                 |
| 2020   | Division 1 (D1)  | -                | -                | -                | -                                                                           | Pas d'édition (crise sanitaire du Covid-19) | -                                                               |

## Étymologie
Le nom Templiers se réfère à l'ordre des templiers, moines-soldats assurant la protection des pèlerins se rendant à Jérusalem. De 1149 à 1312, la commune de Savigny-le-Temple, membre de la ville nouvelle de Sénart, fut une possession de cet ordre militaire.